# Maria Kojina
Maria Ivanovna Kojina (en russe : Мария Ивановна Кожина), née le 19 novembre 1919 à Riazan et morte à 7 novembre 2001, est une sculptrice russe et soviétique. Elle travaillait surtout des œuvres de petit format.

## Biographie
Née en 1919, elle étudie de 1939 à 1946 à l'Institut d'art appliqué et décoratif de Moscou (ru) et de 1947 à 1953 à l'Institut Répine de peinture, sculpture et architecture de Léningrad auprès de Mikhaïl Anikouchine et de Viktor Sinaïski (ru). Son travail de diplôme est intitulé Pierre Ier, fondateur de Pétersbourg (sous la direction de Vsevolod Lichev, recevant la note « excellent »). Elle a également travaillé sous la houlette de Boris Lange (ru). Elle prend part à partir de 1953 à différentes expositions. Elle entre en 1954 à l'Union des artistes d'URSS (ru). Elle participe à des expositions à l'étranger : en Pologne (1955, 1970, 1971, 1972), en Bulgarie (1964), en France (1967), en Hongrie (1970 et 1977), en République démocratique allemande (1972), etc..

## Quelques œuvres

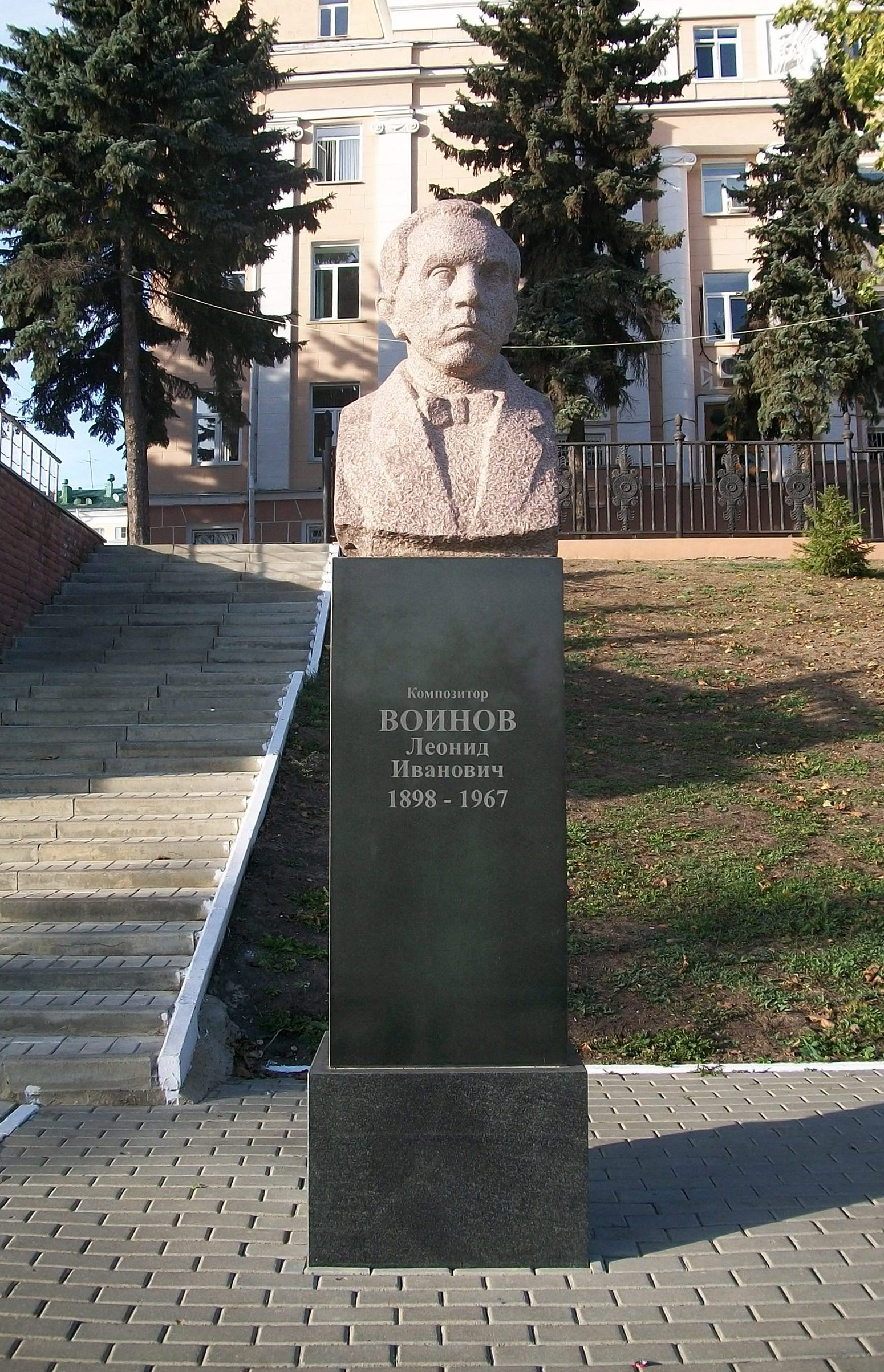
Buste du compositeur Leonid Voïnov (1898-1967) à Saransk.

- Pierre Ier, fondateur de Pétersbourg (plâtre, Musée de l'académie russe des beaux-arts, Saint-Pétersbourg ; double: plâtre coloré, Musée d'État des sculptures de la ville de Saint-Pétersbourg[2]
- Le Loup, L'Ours, Le Lion et Les Brebis (statuettes d'après la fable de Krylov Les Brebis au poil moucheté[5], céramique, glaçure, 1946, Musée des Beaux-Arts de Riazan)[2]
- La Grand-mère à la pastèque (majolique, 1953-1954)[2]
- Fille ouzbèke avec un bélier (porcelaine peinte, glaçure, 1954)[2]
- Cadeau de fête (porcelaine, 1954-1955)[2]
- Le Sériculteur (céramique, 1958)[2]
- Oiseau décoratif (majolique, 1971)[2]
- Fille aux fleurs (argile, 1974)[2]
- La Danse (argile, 1977)[2]
- L'Été (bois, 1980)[2]
- L'Orchestre folklorique (céramique, 1982)[2]
- Portrait de Galina Oulanova (gypse teinté, 1956)[2]
- Portrait de Mikhaïl Nesterov (plâtre, 1960)[2]
- Portrait de Valentina Terechkova (plâtre, 1961)[2]
- Portrait d'Olga Androvskaïa (ru) (plâtre, 1967)[2]
- Portrait de Vera Moukhina (plâtre, 1969)[2]
- Portrait d'Alexandre Pouchkine (argile réfractaire, 1973, prix du fonds du département d'art de Moscou МОХФ de la RSFSR en 1973 ; bronze, 1975)[2]
- Portrait de Vassili Katchalov (plâtre, 1978)[2]
- Portrait de Nadejda Kroupskaïa (aluminium, 1980)[2]
- Portrait de Vassilissa Kojina (ru) (bronze, 1981)[2]
- Statue d'Alexandre Polejaïev (cuivre forgé, 1964, Saransk)[2]
- Buste de Leonid Voïnov (ru) (granite, 1979, parc de la Gloire, Saransk)[2]
- Médaille commémorative du 10e anniversaire de la mort de V. I. Moukhina (bronze, 1964)[2]
- Médaille commémorative du 60e anniversaire de la naissance de Galina Oulanova (alliage métallique, 1969-1970)[2]